# 衞慶祥
衛慶祥（1959年9月14日—），香港民主派人士，前任香港沙田區議會沙田市中心選區議員，高級副總裁(資訊科技界)，前民主黨黨員。衞慶祥議員辦事處設於沙田瀝源邨福海樓地下4號

## 參與區議會選舉
1988年區議會選舉，當屆由車公廟選區議員程張迎以太平山學會成員身份爭取連任，並帶同會友衛慶祥參選，對上另外兩位候選人，結果程衛二人雙雙勝出，其後二人分工，程負責新田圍邨、沙田頭臨時房屋區，衛則負責隔田村及新翠邨一帶。
1991年區議會選舉，當屆選舉吸引到四名候選人，由原車公廟選區議員港同盟衛慶祥以12票之微打敗黃澤標勝出。不過到1994年區議會選舉被當時新成立的親中派地區組織公民力量成員李錦明以1,455票票打敗。
1999年區議會選舉，民建聯候選人張瑞鋒與由新翠邨轉區參選的民主黨衛慶祥，結果由張瑞鋒以七十票差距當選。
2003年選舉，江活潮爭取連任，遇上當時已退出民主黨的前新翠區議員衞慶祥與其爭奪，最終在「七一效應」增加投票人數下，以及當時民建聯的支持度下跌，衞慶祥以300多票之差擊敗於此區已擔任12年區議員的江活潮，重奪其失落9年的沙田區議會議席。
2007年區議會選舉，衞慶祥爭取連任，江活潮亦捲土重來，最終衞慶祥以40票之差險勝江而成功連任。2011年區議會選舉，衞慶祥成功二度連任，並擴大與民建聯候選人曾錦銓的得票差距至457票。
2015年區議會選舉，衞慶祥尋求第三度連任，民建聯則改派黃自勇出戰，最後衞慶祥以2,759票擊敗僅奪得1,328票的黃自勇成功連任，當屆衞的得票為歷屆選舉中最多，與其他候選人的得票差距亦是歷屆選舉中最大。
2019年區議會選舉，由獨立民主派人士衞慶祥與鄧肇峰爭奪，最終衞慶祥再次以約67%的得票率擊敗其餘候選人而再度成功連任。

## 著作
- 《沙田歷史展覽特刊》（沙田歷史展覽及特刊出版工作小組，香港 1987年）
- 《沙田區文物誌》 （非賣品，沙田區議會出版，香港 2007年）